# Hesiod (cràter)
Hesiod és un cràter d'impacte en el planeta Mercuri de 101 km de diàmetre. Porta el nom del poeta de l'antiga Grècia Hesíode (c. 800 a.C.), i el seu nom va ser aprovat per la Unió Astronòmica Internacional el 1976.